# Nola kruegeri
Nola kruegeri is een nachtvlinder uit de familie van de visstaartjes (Nolidae). 
De wetenschappelijke naam van de soort is voor het eerst geldig gepubliceerd door Turati in 1911.
De soort komt voor in Europa.